# 德罗日诺 (莫斯科州)
德罗日诺（羅馬化：Drozhzhino）是俄罗斯莫斯科州的市级镇，属州辖市维德诺耶市（列宁城市区），地处莫斯科州中南部，在区行政中心维德诺耶西偏南、州府莫斯科南侧。伏尔加河流域内帕赫拉河一小支流格沃兹江卡河（Гвоздянка）从镇北部流过，河北侧为市级镇新德罗日诺。
2019年设市级镇，此前为村庄。该地2021年人口有12,666人；2002年人口48人。